# Oceanisch kampioenschap voetbal 2020
Het Oceanisch kampioenschap voetbal 2020 of OFC Nations Cup 2020 is de elfde editie van het Oceanisch kampioenschap voetbal georganiseerd door de Oceania Football Confederation (OFC). 
Oorspronkelijk zou het toernooi worden gehouden van 6 juni tot en met 20 juni 2020 in Nieuw-Zeeland. Op 21 april werd het toernooi gecanceld vanwege de Coronapandemie.

## Kwalificatie
De kwalificatiewedstrijden zouden worden gespeeld in maart 2020, maar omdat alle voetbalwedstrijden werden afgelast tot mei 2020 gingen deze wedstrijden niet door.
Aan de kwalificatie voor dit toernooi zouden de vier laagst gekwalificeerde landen meedoen:
- Amerikaans-Samoa
- Cookeilanden
- Samoa
- Tonga

## Deelnemende landen
| Team                | Kwalificatie      | Aantal deelnames |
| ------------------- | ----------------- | ---------------- |
| Fiji                | Automatisch       | 9e               |
| Nieuw-Caledonië     | Automatisch       | 7e               |
| Nieuw-Zeeland       | Automatisch       | 11e              |
| Papoea-Nieuw-Guinea | Automatisch       | 5e               |
| Salomonseilanden    | Automatisch       | 8e               |
| Tahiti              | Automatisch       | 10e              |
| Vanuatu             | Automatisch       | 10e              |
|                     | Kwalificatieronde |                  |

## Stadions
De wedstrijden zouden worden gespeeld in Auckland, Nieuw-Zeeland.